# الخمس (جازان)
قرية الخمس، إحدى قرى منطقة جازان وهي قرية سكنية تابعة لبلدية محافظة أحد المسارحة جنوب غرب المملكة العربية السعودية ، تبعد 20 كم غرب مدينة أحد المسارحة.

## انظر ايضاً
- أحد المسارحة
- المضايا
- مركز الحكامية

## وصلات خارجية
- بلدية محافظة أبو عريش
- حصر الخدمات بالمدن والقرى بمنطقة جازان
- دليل الخدمات بمنطقة جازان